# IC 3991
IC 3991  ist eine linsenförmige Galaxie vom Hubble-Typ S0 im Sternbild Haar der Berenike am Nordsternhimmel. Sie ist schätzungsweise 270 Millionen Lichtjahre von der Milchstraße entfernt.
Das Objekt wurde am 6. Juni 1896 von Stéphane Javelle entdeckt.